# Масурица
Масурица е село в община Сурдулица, Пчински окръг, Сърбия. Според преброяването от 2011 г. населението му е 1223 жители.

## Население
- 1948 – 1111
- 1953 – 1221
- 1961 – 1198
- 1971 – 1233
- 1981 – 1351
- 1991 – 1267
- 2002 – 1245
- 2011 – 1223

## Етнически състав
(2002)
- 1047 (84,09%) – сърби
- 175 (14,05%) – цигани
- 6 (0,48%) – българи
- 1 (0,08%) – мюсюлмани
- 1 (0,08%) – македонци
- 14 (1,12%) – неизвестно